# Альма (река)
Альма́ (Алма́; укр. Альма́, крымскотат. Alma, Алма) — река в Крыму на северо-западном склоне Главной гряды Крымских гор.

## Название
Название в переводе с крымскотатарского означает «яблоко» (по берегам реки много яблоневых садов).

## Общие сведения
Длина реки 87,8 км, площадь водосбора 635 км², уклон реки 13,7 м/км, среднемноголетний сток, на гидропосте Почтовое, составляет 0,711 м³/с, у Песчаного — 0,85 м³/с. Берёт начало на северном склоне Бабуган-Яйлы в Алуштинском регионе Крыма, образуясь слиянием реки Савлух-Су и ручья Сары-Су (в сборнике «Крымское государственное заповедно-охотничье хозяйство им. В. В. Куйбышева» 1963 года высота места слияния указана в 616,7 м), протекает по территории Бахчисарайского и Симферопольского районов, впадает в Каламитский залив Чёрного моря в селе Песчаное.
Верхнее течение реки лежит на территории Крымского природного заповедника, на этом участке реки водится ручьевая форель. Вода верховьев реки и впадающих в неё ручьёв и потоков отличается чистотой и прозрачностью. Правым истоком реки является речка и целебный источник Савлух-Су (с крымскотатарского — «вода здоровья»), возле которого находится православный монастырь святых Косьмы и Дамиана.
Ниже впадения Савлух-Су река течёт среди каменных глыб, образуя водопад Форель.

### Притоки Альмы
- Сары-Су (исток Альмы) — левый;
- Савлух-Су (исток Альмы) — правый;
- Чёрная (Карасу) — левый;
- Аранча — левый[9];
- Пискур — левый[10];
- Ускулар — левый[11];
- Сухая Альма — левый, длиной 14,2 км[12];
- Коса — правый, длиной 14,6 км[12];
- Мавля — правый, длиной 8,1 км[13];
- Елга — левый[14];
- Сабла[15], Саблынька[16], Сабловская балка[17];
- Бодрак — левый, длиной 18,5 км[12];
- Эски-Кышав — левый, длиной 13,5 км[12].

На Альме у села Каштановое в 1966 году построено Партизанское водохранилище объёмом 34,4 млн м³, играющее важную роль в водоснабжении крымской столицы Симферополя и многих близлежащих сёл.
В долине между Внешней и Внутренней грядами Крымских гор у посёлка Почтовое Альма принимает самый крупный приток Бодрак (длина — 17 км, площадь водосбора — 74,4 км²). Недалеко отсюда в 1924 году построено Альминское водохранилище (ранее Базар-Джилга) объёмом 6,2 млн м³. Далее к морю в реку впадают только мелкие ручьи — Эски-Кышлав, Сакав и несколько безымянных. Средний расход воды 1,25 м³/с, среднегодовой сток 37,5 млн м³. Водоохранная зона реки установлена в 100 м.

### Паводковая и селевая активность
В летнее время ливневые дожди в долине часто вызывают паводковые явления. Сильное наводнение прошло в 1907 году. В бассейне реки Альмы выше района современного Партизанского водохранилища в 1960 году была перевернута и занесена геологическая экспедиционная машина Института минеральных ресурсов, и находившиеся в ней люди погибли.

## История
На Альме у села Каштановое располагалась усадьба бывшего Таврического губернатора А. М. Бороздина «Саблы», в которой в 1825 году останавливался А. С. Грибоедов.
Во время Крымской войны 1853—1856 в сражении на Альме русские войска были разбиты англо-франко-турецкими войсками 8 (20 сентября) 1854 года. Французы отпраздновали победу сооружением моста Альма через Сену в Париже.
В честь Альмы был назван астероид (390) Альма, открытый французским астрономом Г. Бигурданом в 1894 году в Париже, а также площадь в Брюсселе и станция на 1-й линии брюссельского метро. Все эти названия связаны со сражением на Альме.